# Kobanî

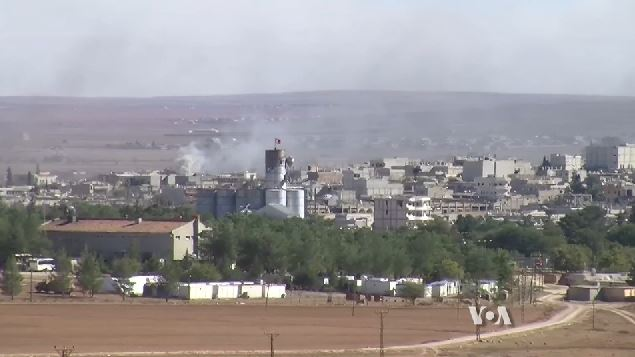
O centro de Kobanî, durante a batalha pela cidade, em 2014.

Kobanî  ou   Kobanê (em curdo:  ‏کۆبانێ‎ , transl. Kobanê ou  ‏کۆبانی‎ , transl. Kobanî; em árabe عين العرب , transl. "Ain al-Arab": "fonte dos árabes") é uma cidade curda-síria, na fronteira com a Turquia, no norte da província de Alepo.
Pouco antes da Guerra civil síria, a cidade contava com cerca de 400 mil habitantes. Porém, com a deflagração do conflito, milhares deixaram o local e, de acordo com uma estimativa da ONU, em outubro de 2014, apenas 12 mil civis permaneciam por lá. Tem os curdos como maioria de sua população.
Como consequência da mesma guerra, a cidade tem sido controlada pelas milícias curdas denominadas Unidades de Proteção Popular (YPG), braço armado do Partido de União Democrática, que controla a cidade desde 2012.
De acordo com a ONG Observatório Sírio dos Direitos Humanos, no fim de janeiro de 2015, os curdos das  Unidades de Proteção Popular, depois de quatro meses de combate, expulsaram os jihadistas do Estado Islâmico (também chamado, pelos rivais árabes,  Daesh ou Da'ish; em árabe: داعش , acrônimo de  ad-Dawlah al-Islāmiyah fī 'l-ʿIrāq wa-sh-Shām) da cidade,  exceto da sua periferia leste, especialmente do bairro de Maqtala. Do total de 1 600 mortes, mais de mil eram jihadistas.